# Colobopterus notabilipennis
Colobopterus notabilipennis är en skalbaggsart som beskrevs av Rudolph Petrovitz 1972. Colobopterus notabilipennis ingår i släktet Colobopterus och familjen Aphodiidae. Inga underarter finns listade i Catalogue of Life.